# II liga polska w piłce nożnej (1961)
II liga 1961 – 13. edycja rozgrywek drugiego poziomu ligowego piłki nożnej mężczyzn w Polsce. Wzięło w nich udział 18 drużyn, grając systemem kołowym. Sezon ligowy rozpoczął się w marcu 1961, ostatnie mecze rozegrano w listopadzie 1961.
Była to ostatnia edycja II ligi rozgrywana systemem wiosna – jesień.
| Poziomy rozgrywkowe w sezonie 1961 | Poziomy rozgrywkowe w sezonie 1961 | Poziomy rozgrywkowe w sezonie 1961 |
| Rozgrywki                          | P                                  | Nazwa                              |
| ---------------------------------- | ---------------------------------- | ---------------------------------- |
| Centralne                          | I                                  | I Liga                             |
| Centralne                          | II                                 | II Liga                            |
| Okręgowe (18 okręgów)              | III                                | Liga Okręgowa                      |
| Okręgowe (18 okręgów)              | IV                                 | A klasa                            |
| Okręgowe (18 okręgów)              | V                                  | B klasa                            |
| Okręgowe (18 okręgów)              | VI                                 | C klasa                            |

## Drużyny
| Uczestnicy poprzedniej edycji                                                                                 | Uczestnicy poprzedniej edycji | Uczestnicy poprzedniej edycji | Uczestnicy poprzedniej edycji |
| --- | ----------------------------- | ----------------------------- | ----------------------------- |
| grupa południowa                                                                                              |                               |                               |                               |
| PIA | Piast Gliwice                 | 3                             |                               |
| GAR | Garbarnia Kraków              | 4                             |                               |
| STR | Stal Rzeszów                  | 5                             |                               |
| NLI | Naprzód Lipiny                | 6                             |                               |
| UNT | Unia Tarnów                   | 7                             |                               |
| KRO | MZKS Krosno                   | 8                             |                               |
| WAK | Wawel Kraków                  | 9                             |                               |
| grupa północna                                                                                                |                               |                               |                               |
| UNR | Unia Racibórz                 | 3                             |                               |
| ARS | Arkonia Szczecin              | 4                             |                               |
| ŚLĄ | Śląsk Wrocław                 | 5                             |                               |
| BAŁ | Bałtyk Gdynia                 | 6                             |                               |
| OLI | Olimpia Poznań                | 7                             |                               |
| CAL | Calisia Kalisz                | 8                             |                               |
| PWA | Polonia Warszawa              | 9                             |                               |
| Spadek z I ligi 1960                                                                                          |                               |                               |                               |
| GWA | Gwardia Warszawa              | 11                            |                               |
| POG | Pogoń Szczecin                | 12                            |                               |
| Awans z III ligi 1960                                                                                         |                               |                               |                               |
| po barażach                                                                                                   |                               |                               |                               |
| LUB | KS Lublinianka                | 1                             |                               |
| ARK | Arka Gdynia                   | 2                             |                               |
| Oznaczenia: - kolumna pierwsza – skróty nazw drużyn, - kolumna trzecia – miejsce zajęte w poprzednim sezonie. |                               |                               |                               |

Uwaga: MZKS Krosno występował w poprzednim sezonie pod nazwą Legia Krosno.

## Rozgrywki
Uczestnicy rozegrali 34 kolejki ligowych po 9 meczów każda (razem 306 spotkań) w dwóch rundach – jesiennej i wiosennej.
Mistrz i wicemistrz II ligi uzyskali awans do I ligi, a zespoły z miejsc 15–18 spadły do III ligi.

### Tabela
| Lp. | Drużyna                  | M  | Z  | R  | P  | Bramki | Bramki | Stos. | Pkt | Uwagi              |
| --- | ------------------------ | -- | -- | -- | -- | ------ | ------ | ----- | --- | ------------------ |
| 1   | Gwardia Warszawa (M) (A) | 34 | 23 | 8  | 3  | 85     | 26     | 3,269 | 54  | Awans do I ligi    |
| 2   | Arkonia Szczecin (A)     | 34 | 18 | 10 | 6  | 50     | 40     | 1,250 | 46  | Awans do I ligi    |
| 3   | Naprzód Lipiny           | 34 | 18 | 8  | 8  | 73     | 37     | 1,973 | 44  |                    |
| 4   | Pogoń Szczecin           | 34 | 17 | 10 | 7  | 49     | 36     | 1,361 | 44  |                    |
| 5   | Unia Racibórz            | 34 | 16 | 7  | 11 | 68     | 52     | 1,308 | 39  |                    |
| 6   | Wawel Kraków             | 34 | 16 | 7  | 11 | 56     | 47     | 1,191 | 39  |                    |
| 7   | Unia Tarnów              | 34 | 12 | 12 | 10 | 55     | 46     | 1,196 | 36  |                    |
| 8   | Śląsk Wrocław            | 34 | 14 | 7  | 13 | 51     | 53     | 0,962 | 35  |                    |
| 9   | Stal Rzeszów             | 34 | 11 | 12 | 11 | 41     | 40     | 1,025 | 34  |                    |
| 10  | Garbarnia Kraków         | 34 | 14 | 6  | 14 | 61     | 62     | 0,984 | 34  |                    |
| 11  | Piast Gliwice            | 34 | 12 | 7  | 15 | 41     | 52     | 0,788 | 31  |                    |
| 12  | Arka Gdynia              | 34 | 12 | 6  | 16 | 61     | 70     | 0,871 | 30  |                    |
| 13  | MZKS Krosno              | 34 | 10 | 9  | 15 | 37     | 53     | 0,698 | 29  |                    |
| 14  | Bałtyk Gdynia            | 34 | 8  | 11 | 15 | 37     | 47     | 0,787 | 27  |                    |
| 15  | Olimpia Poznań (S)       | 34 | 10 | 4  | 20 | 59     | 76     | 0,776 | 24  | Spadek do III ligi |
| 16  | Calisia Kalisz (S)       | 34 | 10 | 4  | 20 | 37     | 59     | 0,627 | 24  | Spadek do III ligi |
| 17  | Polonia Warszawa (S)     | 34 | 7  | 8  | 19 | 32     | 58     | 0,552 | 22  | Spadek do III ligi |
| 18  | KS Lublinianka (S)       | 34 | 7  | 6  | 21 | 38     | 77     | 0,494 | 20  | Spadek do III ligi |